# 希特里諾
43°26′N 26°55′E / 43.433°N 26.917°E
希特里諾，是保加利亞東北部舒門州希特里諾市鎮的村庄及行政中心，距離舒門20公里，海拔高度273米，2010年人口782。